# Ptychognathus easteranus
Ptychognathus easteranus is een krabbensoort uit de familie van de Varunidae. De wetenschappelijke naam van de soort is voor het eerst geldig gepubliceerd in 1907 door Mary Jane Rathbun. De soort werd in december 1904 verzameld aan de kust van het Paaseiland (ze is genoemd naar de Engelse naam, Easter Island) tijdens een expeditie naar de Stille Oceaan onder leiding van Alexander Agassiz.